# 劉鏞 (景泰舉人)
劉鏞（1435年—15世紀），字鳴遠，陝西延安府清澗縣人，明朝政治人物。

## 生平
劉鏞外型英敏魁梧，讀書過目不忘，十九歲中景泰四年（1453年）的舉人，成化五年（1469年）授太常寺典簿，十四年（1478年）陞太僕寺丞，多次上奏改革宿弊，後外任長沙知府，為人忠直，豪強不敢放肆，判決案件有聲譽，其他府縣也請求他協助判決，旱災時發放糧食救活數十萬人，因父母相繼逝世而回鄉，離任前郡牧千戶有人伺其憂去而糾眾群毆，他在治罪後才離開。
之後劉鏞改任登州知府，為官依然澹泊，陞山東參政領府事，不久以亞中大夫致仕。他非常清廉，當時有招遠人投百金在公庭，他打算找回該人歸還，卻已失去蹤影，起行到青州後再遣派人歸還到招遠，以子劉介顯貴進階中大夫，入祀長沙登州兩府名宦。

## 引用
1. 1 2 3  道光《清澗縣志·卷七·人物志》：劉鏞 廖氏祠祀志載祀鄉賢 字鳴遠，英敏魁梧，讀書過目成誦，年十九中景泰癸酉鄉舉，成化己丑授太常寺典簿，丁未【戊戌】陞太僕寺丞，屢奏革宿弊，越十年出守長沙，忠報公室而以剛制私人，諸豪不敢肆，折疑獄有聲，他郡咸就請讞，歲大饑賑而獲生者以數十萬計；相繼丁艱，補登州，晉山東大參仍領郡事，未幾乞休以亞中大夫致仕，比發軔有招遠人以百金投于庭，啟橐召其人已不可踪跡矣，攜至青州還之，其清介如此，以子介貴進中大夫，祀潭登兩郡名宦。
2. ↑  《明憲宗純皇帝實錄·卷一百八十》：（成化十四年七月）癸酉陞太常寺典簿劉鏞為太僕寺寺丞。
3. ↑  乾隆《長沙府志·卷二十·名宦》：劉鏞，清澗人，成化中長沙知府，懾服豪強，為橫惡所嫉，郡牧千戶任性者伺其憂去，糾眾詬毆復止，數日正其罪而後去。
4. ↑  光緒《增修登州府志·卷二十五·文秩一》：知府 明……宏治……劉鏞 陜西清㵎舉人，十五年任，居官三十餘年澹泊恆如一日，及遷去至招遠，有投白金於庭者，召其人已逝矣，攜至青州，仍遣還招遠